# Dasyvalgus biplagiatus
Dasyvalgus biplagiatus är en skalbaggsart som beskrevs av Moser 1915. Dasyvalgus biplagiatus ingår i släktet Dasyvalgus och familjen Cetoniidae. Inga underarter finns listade i Catalogue of Life.